# 浙东敌后各界临时代表会议旧址
29°54′53″N 121°04′31″E / 29.914778°N 121.075339°E
浙东敌后各界临时代表会议旧址原名正蒙学堂，是浙江省余姚市一处全国重点文物保护单位，位于梁弄镇学堂弄。1945年1月，浙东敌后各界临时代表会议曾在此召开并决定成立浙东行政公署。2006年，旧址与其他曾被浙东抗日根据地使用的建筑一道被列入第六批全国重点文物保护单位中的浙东抗日根据地旧址项目。